# Tutankhamon offerente (EA75)
La statua di Tutankhamon offerente (EA75), in granito nero, è un'antica statua egizia, frammentaria, raffigurante il faraone Tutankhamon (1332–1323 a.C.) della XVIII dinastia egizia, poi usurpata da re Horemheb (1319–1292 a.C.).

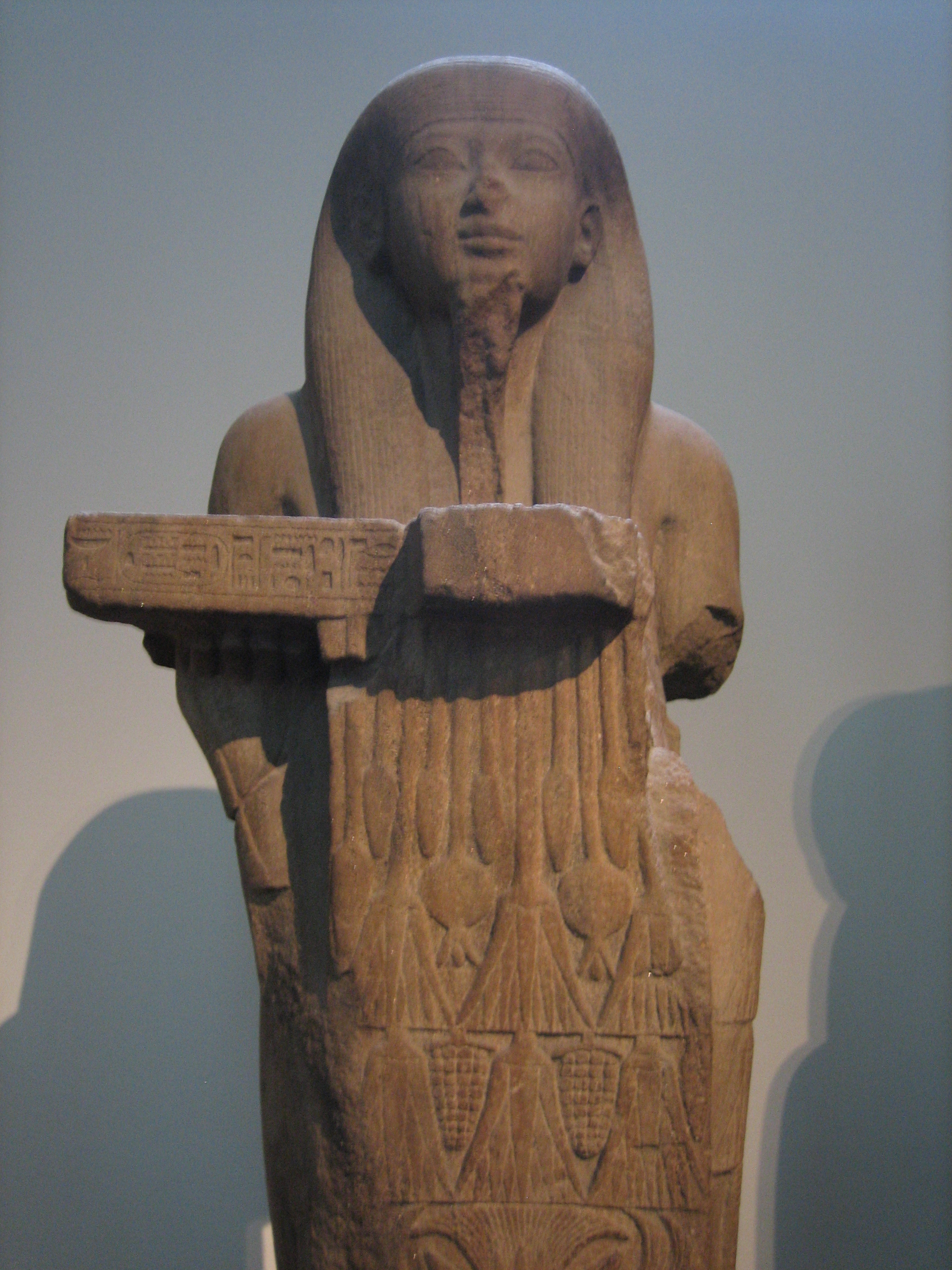
Statua di Hapy che presenta primizie naturali. British Museum, Londra.

Proveniente da Karnak, ma esposta al British Museum di Londra sin dal 1823, questa figura del sovrano adolescente si è preservata solamente nella parte superiore: indossante i consueti attributi faraonici (copricapo nemes, barba posticcia, sofisticato gonnellino), Tutankhamon è immortalato nell'atto di presentare un pilastrino alto fino al suo petto e terminante, un tempo, alla base della statua, oggi scomparsa. Oltre a iscrizioni geroglifiche, le facce del pilastro presentano, in rilievo, i tipi d'offerte elargiti dal re: uva, fiori di loto, melagrane, spighe di grano, pollame (un frammento della parte inferiore mostra anche piante di papiro): è un'iconografia tipica del generoso dio Hapy, personificazione del fiume Nilo, cui Tutankhamon potrebbe essere qui assimilato. L'abbondanza dei frutti della terra era garantita, secondo gli Egizi, dal faraone stesso.
I due cartigli nelle iscrizioni presenti sul pilastrino recano i nomi regali di Horemheb e sembrano incisioni originali (cioè senza previa raschiatura di un nome già inscritto): ciò portò alla conclusione che la statua raffigurasse Horemheb e che fosse un monumento realizzato durante il suo regno.
Nonostante l'originalità dei cartigli, i tratti somatici del sovrano raffigurato sono quelli di Tutankhamon, del tutto simili ad altri sicuri ritratti di quest'ultimo sovrano. È probabile che il pilastro sia rimasto privo di iscrizioni durante il regno di Tutankhamon e quello, breve, del suo immediato successore Ay: Horemheb avrebbe provveduto a commissionare il testo una volta salito al trono.